# Oligomyrmex sophiae
Oligomyrmex sophiae är en myrart som först beskrevs av Carlo Emery 1891.  Oligomyrmex sophiae ingår i släktet Oligomyrmex och familjen myror. Inga underarter finns listade i Catalogue of Life.